# Hyperolius spinigularis
Hyperolius spinigularis är en groddjursart som beskrevs av Stevens 1971. Hyperolius spinigularis ingår i släktet Hyperolius och familjen gräsgrodor. IUCN kategoriserar arten globalt som livskraftig. Inga underarter finns listade i Catalogue of Life.